# Hymenocallis godfreyi
Hymenocallis godfreyi là một loài thực vật có hoa trong họ Amaryllidaceae. Loài này được G.L.Sm. & Darst mô tả khoa học đầu tiên năm 1994.